# Nuchym Szyc

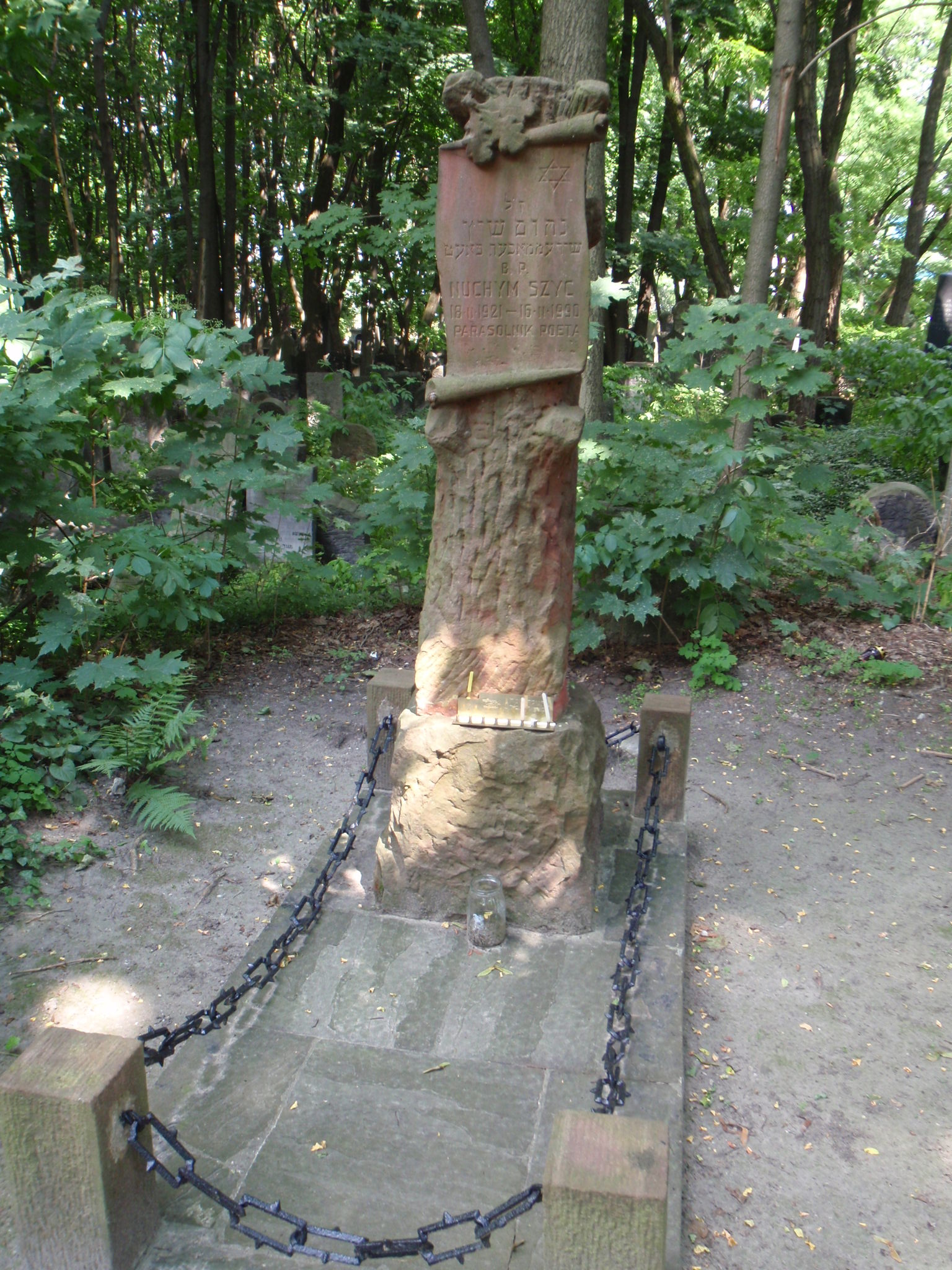
Grób Nuchyma Szyca na cmentarzu żydowskim w Warszawie

Nuchym Szyc (jid. נחום שיץ; ur. 18 lutego 1921 w Warszawie, zm. 16 lutego 1990 w Lublinie) – polski poeta żydowskiego pochodzenia, tworzący żydowską prozę religijną, z zawodu parasolnik.

## Życiorys
Urodził się w Warszawie na Bródnie w ortodoksyjnej rodzinie żydowskiej. Tam ukończył trzy klasy miejscowego chederu. Po wybuchu II wojny światowej wstąpił ochotniczo do Wojska Polskiego i brał udział w obronie Warszawy. Po kapitulacji miasta uciekł do radzieckiej strefy okupacyjnej, skąd zesłano go do kopalni w Nowosybirsku. Pracował także w syberyjskich kołchozach. W 1946 jako repatriant wrócił do Polski i osiadł w Lublinie. Tam, przy ulicy Lubartowskiej prowadził niewielki zakład rzemieślniczy, w którym reperował parasole.
Był aktywnym członkiem Kongregacji Wyznania Mojżeszowego w Lublinie. W 1958 brał udział w ekshumacji szczątków Majera Szapiry z nowego cmentarza żydowskiego przy ulicy Walecznych. Utrzymywał bliskie kontakty z przedstawicielami miejscowej inteligencji katolickiej, m.in. z Jerzym Kłoczowskim i Bolesławem Pylakiem.
Zmarł w Lublinie. Jest pochowany na cmentarzu żydowskim przy ulicy Okopowej w Warszawie (kwatera 8). Jego córką jest Etel Szyc (ur. 1960).

## Twórczość
Nuchym Szyc był prawdopodobnie ostatnią w Polsce osobą tworzącą żydowską prozę religijną, jednak wiele jego utworów nigdy nie zostało opublikowanych, a część została przekazana osobom prywatnym, w tym biskupowi Bolesławowi Pylakowi.
Część jego wierszy znalazła się w książce Przez krzyż. Wybór poezji religijnej, opublikowanej w 1987.